# La Chapelle-aux-Filtzméens
 La Chapelle-aux-Filtzméens  es una población y comuna francesa, situada en la región de Bretaña, departamento de Ille y Vilaine, en el distrito de Saint-Malo y cantón de Tinténiac.

## Demografía
| 365 | 358 | 302 | 297 | 314 | 382 |
| Para los censos de 1962 a 1999 la población legal corresponde a la población sin duplicidades (Fuente: INSEE [Consultar]) |     |     |     |     |     |